# كاتي أشفيلد
كاتي أشفيلد (بالإنجليزية: Kate Ashfield)‏ هي ممثلة بريطانية، ولدت في 28 مايو 1972 بأولدهام في المملكة المتحدة.

## أعمال

### أفلام
- (2004) شون أوف ذا ديد[2]
- (2013) شبق[3]

## وصلات خارجية
- كاتي أشفيلد على موقع IMDb (الإنجليزية)
- كاتي أشفيلد على موقع قاعدة بيانات الأفلام العربية
- كاتي أشفيلد على موقع ألو سيني (الفرنسية)
- كاتي أشفيلد على موقع أول موفي (الإنجليزية)
- كاتي أشفيلد على موقع قاعدة بيانات الأفلام السويدية (السويدية)
- كاتي أشفيلد على موقع إن إن دي بي (الإنجليزية)
- كاتي أشفيلد على موقع قاعدة بيانات الفيلم (الإنجليزية)
- كاتي أشفيلد على موقع كينوبويسك (الروسية)